# لمور ورزشکار آمانسون
 لمور ورزشکار آمانسون (نام علمی: Lepilemur ahmansoni) نام یک گونه از سرده لمورهای ورزشکار است.